# Ligue des Bibliothèques Européennes de Recherche
La Ligue des Bibliothèques Européennes de Recherche (LIBER), en català Associació de Biblioteques Europees de Recerca, és una associació professional de biblioteques de recerca nacionals i universitàries a Europa que es va crear el 1971. A partir de 2018 la seva filiació inclou unes 400 organitzacions. Funciona com una fundació holandesa, amb seu a la Biblioteca Koninklijke de La Haya, sota el Codi Civil Suís. Reuneix biblioteques i institucions de cooperació en el camp de la documentació. Es troba sota la protecció del Consell d'Europa amb el qual està en contacte directe. A nivell internacional, s'adhereix a l'IFLA.
L'origen de LIBER va sorgir a partir d'una reunió de 1968 de la Federació Internacional d'Associacions de Biblioteques. Entre els seus fundadors va ser el bibliotecari suís Jean-Pierre Clavel.
La catalana Agnès Ponsati Obiols va ser nomenada el juliol de 2017 membre de la Junta Directiva de LIBER.